# Jabłonowo (Ujście)
Jablonowo (1939–1945 deutsch Gabelnau) ist ein Dorf mit Schulzenamt und früheres Rittergut in der Gemeinde Ujście in der Woiwodschaft Großpolen in Polen.
Jablonowo liegt 6 Kilometer südöstlich von Ujście und 78 Kilometer nördlich von Poznań (Posen) an der Woiwodschaftsstraße 182. Das ehemalige Herrenhaus wurde renoviert und wird als Veranstaltungslokal genutzt. Auch Parkanlagen und mehrere Wirtschaftsgebäude sind erhalten geblieben.

## Geschichte

### Frühe Geschichte
Der Gegend ist reich an archäologischen Funden, auch aus der Jungsteinzeit. Im 16. Jahrhundert bestanden Feldwege nach Chodziez und Czarnkow. Seit dem 15. Jahrhundert gehörte das Dorf der Familie Jabłonowski aus der Wappengemeinschaft von Zaremba.

### 19. Jahrhundert

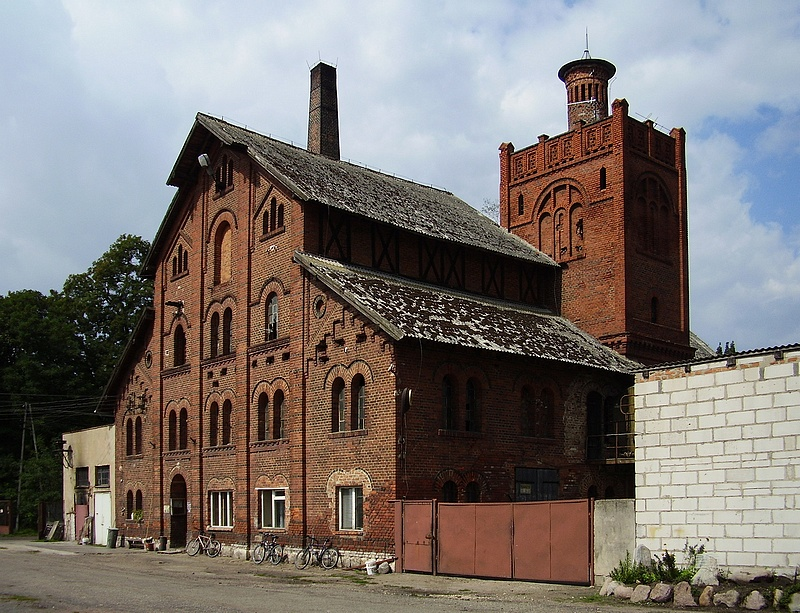
Destillerie in Jablonowo

Im 1812 wurden Dorf und Anwesen an der Familie von Kegel verkauft. In der ersten Hälfte des 19. Jahrhunderts wurde ein Herrenhaus gebaut, das um 1880 erweitert wurde. 1883 war Jablonowo ein Rittergut im Besitz von Alexander Kegel (ca. 1831–1897) mit 2075 ha Land, wovon 1028 ha Acker, Dampfbrennerei, Dampf- und Wassermühle und Ziegelei. Dazu die Vorwerke Kegelsau und Nowen. Das Gut blieb bis zum Zweiten Weltkrieg im Besitz der Familie Kegel.

### Nach 1945
Nach dem Krieg wurde auf der Grundlage des Gutes ein staatlicher landwirtschaftlicher Betrieb gegründet – Teil des PGRs in Brzeźno – worin viele Einwohner von Jablonowo Arbeit fanden. Für sie wurden Wohnblocks gebaut. Das Herrenhaus beherbergte 1947–1975 eine Grundschule. Nach Renovation öffnete es in 2009 als Hotel- und Restaurationsbetrieb.